# بوريس بيريز
بوريس بيريز (بالإسبانية: Boris Pérez) (7 يونيو 1989 في تشيلي - ) هو مدرب كرة قدم ولاعب كرة قدم تشيلي في مركز حراسة المرمى. لعب مع أوداكس إيتاليانو.

## وصلات خارجية
- بوريس بيريز على موقع قاعدة بيانات كرة القدم.إي يو (الإنجليزية)
- بوريس بيريز على موقع Soccerway.com (الإنجليزية)
- بوريس بيريز على موقع AS.com (الإسبانية)